# August Duesberg

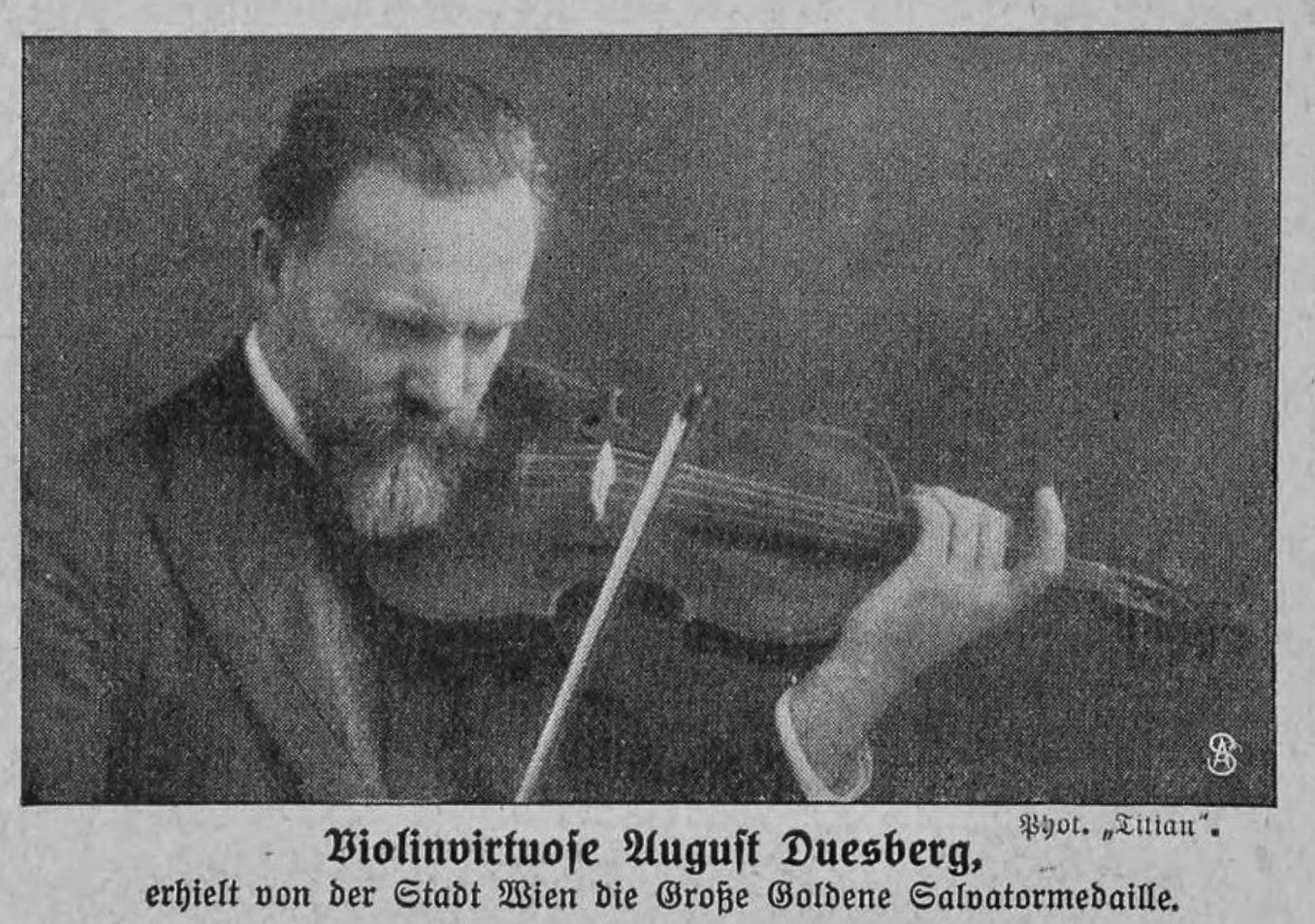
August Duesberg, 1914

August Duesberg (* 3. Oktober 1867 in Gelsenkirchen; † 12. November 1922 in Wien) war ein deutscher Violinist und Musikpädagoge.

## Familie
Er heiratete 1894 die Pianistin, Klavierlehrerin und Komponistin Natalie Duesberg (1873–1936), geborene Jovourek, mit der er zwei Kinder bekam. Nora Duesberg-Baranowska (1895–1982) und Herbert Duesberg (1902–1978) wurden ebenfalls Violinisten, der Sohn Primgeiger des Orchesters der Staatsoper Wien und der Wiener Philharmoniker.

## Studium
August Duesberg studierte 1883/84 an der Friedrich-Wilhelms-Universität in Berlin, 1884/85 bei August Wilhelmj in Wiesbaden und 1885/86 an der Julius-Maximilians-Universität in Würzburg. Er besuchte 1886/87 das Konservatorium in Österreichs Hauptstadt und 1887/88 bei Eugène Ysaye das Conservatoire royal de Bruxelles in Brüssel.

## Musikalische Entwicklung
1889 gründete er das Erste Wiener Volksquartett für classische Musik, das er als Erster Geiger leitete. Den Begriff Volksquartett hatte er ganz bewusst gewählt, um damit das Ziel dieses Ensembles zu verdeutlichen: Er beabsichtigte eine Popularisierung der bislang überwiegend besser gestellten Kreisen vorbehaltenen Kammermusik und hielt die Eintrittspreise auf einem niedrigeren Niveau als üblich. Zu den Mitwirkenden zählten Anna Lesser-Kiessling, Baronesse Anna von Baumgarten, Gschöpf, Philomena Kurz (Gesang). Das Quartett umfasste im Jahr 1895 auch Gallico (2. Violine), Heinrich Uhlemann (Viola) und Otto Stieglitz (Violoncello). In mehr als dreihundert Konzerten brachte das Quartett neben seinem klassischen und romantischen Repertoire auch zahlreiche zeitgenössische Werke zur Aufführung, darunter rund siebzig Uraufführungen.
Duesberg trat als Solist auf, jedoch auch als Duett mit seiner Gattin. Ab 1892 lehrte er als Musikpädagoge und begründete zusammen mit seiner Ehefrau Ende der 1890er Jahre die Musikschule Duesberg für Violine, Gesang und Klavier in Wien, an der er Klavier und Gesang unterrichtete – zunächst in der Margarethenstraße 26 (Wien-Wieden), später in der Mariahilferstraße 8 (Wien-Mariahilf) und der Döblinger Hauptstraße 14 (Wien-Döbling). An dieser Schule lehrten auch Carl Lafite, der später das Neue Wiener Konservatorium mitbegründete sowie Hermann Ritter von Schmeidel.
Für die Komponistin Louise Erdödy (1853–1924) komponierte August Duesberg ein an sie gerichtetes Sonett.
Duesberg verstarb im Alter von 55 Jahren und wurde auf dem Wiener Zentralfriedhof beigesetzt.

## Werke
- Bogenstrich-Regulator (Modell 1910). Konstruiert von August Duesberg. Selbstverlag, Wien ca. 1910.
- Neue Elementar-Violinschule auf katechetischer Grundlage. Universal-Edition, Wien u. Leipzig 1910.

## Ehrungen und Auszeichnungen
- 12. Juli 1914: Große goldene Salvator-Medaille der Stadt Wien[7] (nur selten an Tonkünstler verliehen)[2]